# Polyptychus vuattouxi
Polyptychus vuattouxi is een vlinder uit de familie van de pijlstaarten (Sphingidae). De wetenschappelijke naam van de soort werd in 1989 gepubliceerd door Pierre.